# 1. divisjon 2017
La 1. divisjon 2017, anche nota come OBOS-ligaen per ragioni di sponsorizzazione, ha visto la vittoria finale del Bodø/Glimt, con conseguente promozione in Eliteserien. Al secondo posto si è classificato lo Start, centrando così la promozione diretta.
Dal 3º al 6º posto sono arrivate invece Mjøndalen, Ranheim, Sandnes Ulf ed Ullensaker/Kisa, che si sarebbero quindi affrontate nelle qualificazioni all'Eliteserien, contendendo il posto nella massima divisione alla 14ª classificata dell'Eliteserien 2017.
Elverum ed Arendal hanno chiuso invece la stagione rispettivamente al 15º ed al 16º posto in graduatoria, retrocedendo pertanto in 2. divisjon. Il Fredrikstad, 14º arrivato, avrebbe difeso il proprio posto in 1. divisjon dall'assalto del Notodden, vincitore degli spareggi in 2. divisjon 2017.
Kristian Opseth, attaccante del Bodø/Glimt e capocannoniere del campionato, ha messo a segno 28 reti in stagione, con cui ha superato il precedente record di Daniel Nannskog, che nella 1. divisjon 2007 si era fermato a 27 reti, con la maglia dello Stabæk.

## Classifica finale
|  | Pos. | Squadra         | Pt | G  | V  | N  | P  | GF | GS | DR  |
|  | ---- | --------------- | -- | -- | -- | -- | -- | -- | -- | --- |
|  | 1.   | Bodø/Glimt      | 71 | 30 | 22 | 5  | 3  | 83 | 33 | +50 |
|  | 2.   | Start           | 55 | 30 | 16 | 7  | 7  | 57 | 36 | +21 |
|  | 3.   | Mjøndalen       | 52 | 30 | 15 | 7  | 8  | 56 | 37 | +19 |
|  | 4.   | Ranheim         | 52 | 30 | 15 | 7  | 8  | 48 | 39 | +9  |
|  | 5.   | Sandnes Ulf     | 51 | 30 | 14 | 9  | 7  | 44 | 39 | +5  |
|  | 6.   | Ullensaker/Kisa | 48 | 30 | 15 | 3  | 12 | 61 | 55 | +6  |
|  | 7.   | Levanger        | 42 | 30 | 10 | 12 | 8  | 39 | 36 | +3  |
|  | 8.   | Florø           | 38 | 30 | 10 | 8  | 12 | 42 | 46 | -4  |
|  | 9.   | Tromsdalen      | 37 | 30 | 9  | 10 | 11 | 43 | 43 | 0   |
|  | 10.  | Kongsvinger     | 36 | 30 | 10 | 6  | 14 | 47 | 46 | +1  |
|  | 11.  | Strømmen        | 36 | 30 | 10 | 6  | 14 | 39 | 47 | -8  |
|  | 12.  | Åsane           | 33 | 30 | 7  | 12 | 11 | 38 | 56 | -18 |
|  | 13.  | Jerv            | 32 | 30 | 8  | 8  | 14 | 44 | 50 | -15 |
|  | 14.  | Fredrikstad     | 26 | 30 | 5  | 11 | 14 | 33 | 51 | -18 |
|  | 15.  | Elverum         | 24 | 30 | 4  | 12 | 14 | 29 | 51 | -22 |
|  | 16.  | Arendal         | 21 | 30 | 5  | 6  | 19 | 33 | 62 | -29 |

## Qualificazioni all'Eliteserien

### Primo turno
|           | Risultati |                 | Stadio           | data             |  |
| --------- | --------- | --------------- | ---------------- | ---------------- |  |
| Mjøndalen | 3 - 1     | Ullensaker/Kisa | Isachsen Stadion | 11 novembre 2017 |  |
| Ranheim   | 1 - 0     | Sandnes Ulf     | EXTRA Arena      | 12 novembre 2017 |  |

### Secondo turno
|           | Risultati |         | Stadio           | data             |  |
| --------- | --------- | ------- | ---------------- | ---------------- |  |
| Mjøndalen | 1 - 2     | Ranheim | Isachsen Stadion | 19 novembre 2017 |  |

## Playoff per la 1. divisjon
|             | Risultati |             | Stadio              | data             |  |
| ----------- | --------- | ----------- | ------------------- | ---------------- |  |
| Fredrikstad | 0 - 0     | Notodden    | Fredrikstad Stadion | 12 novembre 2017 |  |
| Notodden    | 5 - 3     | Fredrikstad | Idrettsparken       | 18 novembre 2017 |  |

## Statistiche

### Classifica marcatori
| Gol |  |  | Giocatore           | Squadra     |
| --- |  |  | ------------------- | ----------- |
| 28  |  |  | Kristian Opseth     | Bodø/Glimt  |
| 18  |  |  | Amahl Pellegrino    | Mjøndalen   |
| 15  |  |  | Robert Stene        | Levanger    |
| 15  |  |  | Kent Håvard Eriksen | Sandnes Ulf |
| 14  |  |  | Endre Kupen         | Florø       |
| 14  |  |  | Ousseynou Boye      | Mjøndalen   |
| 13  |  |  | Ulrik Saltnes       | Bodø/Glimt  |